# Unidade de Treino Operacional N.º 1 da RAAF
A Unidade de Treino Operacional N.º 1 (No. 1 OTU) foi uma unidade de instrução da Real Força Aérea Australiana (RAAF) durante a Segunda Guerra Mundial. Criada em Dezembro de 1941 em Nhill, foi transferida para Bairnsdale em 1942, e depois para East Sale no ano seguinte. A unidade tinha como missão treinar e instruir militares para cumprirem serviço a bordo de aeronaves multi-motor. Durante o seu pico de actividade, em Agosto de 1944, operava 130 aeronaves, sendo a aeronave mais usada o Bristol Beaufort. Os seus aviões e os seus militares também desempenharam várias missões de transporte na Nova Guiné e de patrulha marítima nas zonas marítimas do sul da Austrália. Depois do cessar das hostilidades, a unidade foi dissolvida em Dezembro de 1945.

## História

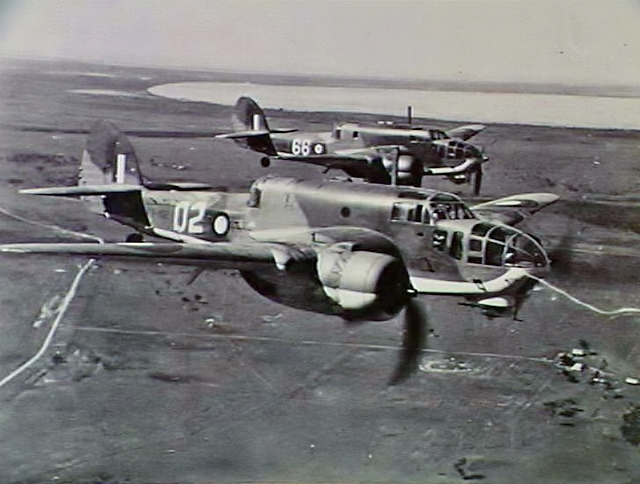
Aviões Bristol Beauforts da unidade, a voar nos céus de Bairnsdale, Victoria, em Outubro de 1942

Durante a Segunda Guerra Mundial, a RAAF criou várias unidades de treino operacional para converter pilotos que se haviam graduado recentemente para aumentar as habilidades e os conhecimentos adquiridos, especializando-os em determinadas aeronaves e missões. A Unidade de Treino Operacional N.º 1 foi formada em Nhill, Victoria, no dia 8 de Dezembro de 1941, sob a direcção do Comando da Área do Sul. O seu primeiro comandante foi A. I. G. Carr. A missão da unidade era a de treinar pilotos, observadores e atiradores para o desempenho de missões em aeronaves multi-motor. O primeiro curso teve início no dia 22 de Dezembro. Depois do treino preliminar, os pilotos entravam num período de seis semanas para se familiarizarem com o Lockheed Hudson e o Bristol Beaufort, enquanto os observadores receberiam instrução no Airspeed Oxford e no Avro Anson. O seu treino incluía bombardear posições e alvos, manusear armamento aéreo, navegação, acções evasivas, reconhecimento de embarcações e reconhecimento marítimo.
Nhill esteve sempre intencionada para ser uma localização temporária para a Unidade de Treino Operacional N.º 1, cuja casa deveria ser a Base aérea de East Sale, em Victoria. Como os alojamentos de East Sale não estariam prontos até Outubro de 1942, o efectivo de 1630 militares da escola teve que ficar alojado em Bairnsdale em Junho e Julho. No dia 10 de Dezembro de 1942, a Unidade de Treino Operacional N.º 1 enviou um destacamento composto por 15 aviões Hudson e 108 militares para o Comando da Área Nordeste da RAAF, para ajudar em missões de transporte aéreo urgente para a Nova Guiné. Juntamente com onze aeronaves civis de transporte, foi formado o RAAF Special Transport Flight (Voo de Transporte Especial RAAF) que operou a partir do Aeródromo de Wards, entre 14 de Dezembro de 1942 e 11 de Janeiro de 1943. Os aviões Hudson efectuaram 645 voos, transportando cerca de 1100 militares e quase 800 toneladas de equipamento. Dois aviões foram destruídos, um devido a um ataque inimigo e outro por fogo amigável, e vários foram danificados.

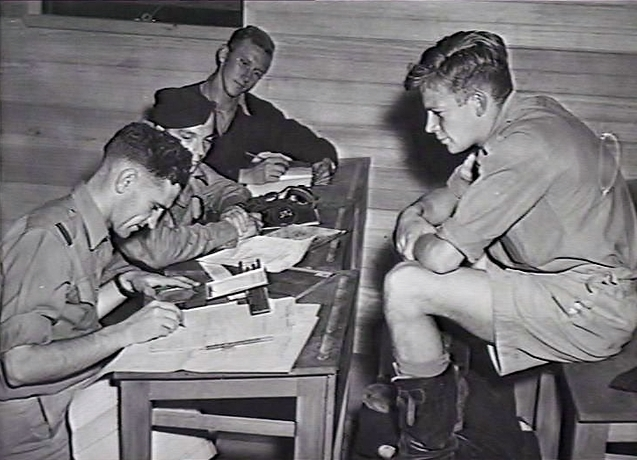
Instrução de navegação aérea na Unidade de Treino Operacional N.º 1, em East Sale, Victoria, em Março de 1944

Em Abril de 1943 o número de efectivos da Unidade de Treino Operacional N.º 1 havia crescido para 2411 efectivos. Depois de um período de quatro dias, a partir do dia 20 de Abril, a unidade foi transferida para East Sale. A sua frota de aeronaves incluía agora 55 aviões Beaufort, 35 aviões Oxford, 25 Hudson, 14 Fairey Battle e um avião de Havilland Tiger Moth. Os cursos de treino começaram na nova base um dia depois de a transferência estar totalmente concluída. um dos estudantes deste primeiro curso em East Sale foi o futuro primeiro-ministro Gough Whitlam. O Capitão de grupo Bill Garing serviu como comandante da unidade entre Agosto de 1943 e Fevereiro de 1944. Ele estabeleceu um recorde australiano no dia 19 de Janeiro de 1944, quando conseguiu aterrar um Tiger Moth no topo do Monte Wellington, para resgatar um civil. Garing também tomou medidas para minimizar as preocupações das tripulações relativamente aos aviões Beaufort construídos na Austrália, depois de este avião sofrer de uma falha misteriosa que começou a causar muitos acidentes. Quando a Unidade de Treino Operacional N.º 1 foi transferida para East Sale, a unidade já havia sofrido 47 acidentes envolvendo o Beaufort. Garing organizou um espectáculo aéreo acrobático com o Beaufort para mostrar aos estudantes a capacidade da aeronave, além de organizar um "dia de base aberta" no dia 16 de Outubro de 1943; ao mesmo tempo, ordenou também uma série de testes intensivos à aeronave. Apesar de tudo isto, os acidentes continuaram a acontecer, e foi graças aos esforços do Comandante de asa Charles Learmonth, imediatamente antes da sua morte a bordo de um Beaufort na costa da Austrália Ocidental, que a natureza do problema foi descoberta e reparada.
Além de manter o seu programa de treino, a Unidade de Treino Operacional N.º 1 tinha frequentemente que dispensar instrutores, alunos e aeronaves para a realização de missões de patrulha marítima para proteger as rotas marítimas australianas. Em Abril de 1943, seis aviões Hudson foram destacados para o Esquadrão N,º 32 em Camden, Nova Gales do Sul, para realizar a escolta de um comboio naval e levar a cabo missões anti-submarino. Um ano mais tarde, quatro aviões Beaufort foram destacados para o Monte Gambier, na Austrália Meridional, para realizar uma escolta de dois dias ao navio de transporte holandês Van Ruys. Os Beaufort da Unidade de Treino Operacional N.º 1 também foram destacados para localizar e destruir o submarino alemão U-862, que havia atacado uma embarcação grega perto de Kingston, na Austrália Meridional, no dia 9 de Dezembro de 1944. Embora o submarino não tenha sido afundado, aparentemente ficou com receio da presença dos Beaufort e outras unidades da RAAF nas proximidades. O treino intensivo da Unidade de Treino Operacional N.º 1 também incluía voo nocturno, fazendo com que a unidade estivesse constantemente em operação. Os esforços de pilotagem e instrução chegaram ao seu pico em Agosto de 1944, quando 132 aeronaves realizaram 2479 voos, instruindo assim 221 estudantes. A unidade, por esta altura, já havia ultrapassado as 100 mil horas de voo. Treinou um total de 2150 tripulantes aéreos para os Beaufort durante a guerra, e sofreu 147 acidentes com aeronaves em voos de instrução e operacionais na Austrália e na Nova Guiné, o que resultou na perda de 131 tripulantes aéreos. A desmobilização no pós-guerra fez com que todas as unidades de treino operacional da RAAF fossem dissolvidas; assim, a Unidade de Treino Operacional N.º 1 foi dissolvida em Dezembro de 1945.